# Color grading
Color grading je uměleckým procesem v postprodukci vizuálních prvků, který pomocí softwarových nástrojů a technik umožňuje kreativní manipulaci s barevnými vlastnostmi obrazu. Color grading využívá techniky, jako jsou nastavení barevného tónu (hue), sytosti (saturation), jasu (luminance) a kontrastu, spolu s pokročilejšími metodami, jako jsou křivky (curves), color wheels a LUTs (Look-Up Tables), pro aplikaci komplexních barevných přeměn. 
Color correction se zaměřuje na technické úpravy barev pro dosažení konzistentního a přirozeného vzhledu napříč všemi záběry, opravuje expozici, vyvážení bílé a kontrast, zatímco color grading je kreativní proces, který dodává záběrům specifický vizuální styl nebo atmosféru manipulací s barvou a tónem, které evokují emoce nebo podporu vyprávění..

## Fotochemická kalibrace
Ve 20. stoleti se color grading dosahoval manuálními technikami jako tinting a toning, kdy byly černobílé filmy ponořeny do barviv pro přidání jednotného barevného tónu. Tinting měnil barvu světlých oblastí filmu, zatímco toning ovlivňoval tmavší části obrázku pomocí složitých chemických reakcí. Tato technika se postupně transformovala do Technicoloru, který představuje jednu z nejpokročilejších technologií v oblasti barevného filmu. Technicolor, využívající vícevrstvé filmové pásy a odolná barviva, poskytoval přesný přenos barev a umožňoval reprodukci širokého spektra barev. Tím stanovil nový standard pro barevné reprodukce ve filmu. Tato technologie byla uvedena po britském Kinemacoloru a od roku 1922 do 1955 byla v Hollywoodu extenzivně využívána paralelně s procesem Cinecolor.

## Barevný film
Kodachrome, uvedený Kodakem v roce 1935, přinesl průlom v barevné fotografii a filmu s použitím 16mm formátu, krátce po Technicoloru. Později byl k dispozici v 8mm, 35mm a 828 formátech. Jeho trojvrstvá emulze nabízela vysokou barevnou přesnost, sytost a jemné zrno, stanovující nové standardy pro barevnou reprodukci. Pro zpracování teto emulzi byl navržen chemický proces K-14.

## Digital Intermidiate (DI)
Digital Intermediate (DI) představuje klíčovou fázi v postprodukci, která umožňuje konverzi zaznamenaného obsahu - ať už z analogového filmu nebo digitálních záznamů - do digitální podoby pro podrobné zpracování a dokončení obrazu. Tento proces se zařazuje mezi počáteční fázi záznamu a konečnou distribuci, umožňující převod materiálu typicky do rozlišení 2K nebo 4K pro detailní úpravy (korekce barev, CGI, finální sestřih) a optimalizaci každého snímku.

## Nástroje pro Color grading
Color Wheels (Barevná Kola) umožňují simultánní úpravu saturace a odstínu tím, že pohybujeme v rámci kola směrem do středu pro snížení saturace nebo směrem ven pro zvýšení saturace. Vertikální pohyb může ovlivnit luminanci, umožňující tak jemné vyvážení expozice v rámci specifických tonálních rozsahů.
Curves (Křivky) jsou vyspělým nástrojem pro upravování tonálních rozsahů a barevné korekce. RGB křivky umožňují nezávislé upravování červené, zelené a modré složky obrazu. Pomocí křivek lze také aplikovat komplexní úpravy luminance, což umožňuje zvýraznit nebo potlačit detaily bez nutnosti celkové změny expozice.
Hue/Saturation Curves (Křivky Odstínu a Sytosti) jsou speciálně navrženy pro úpravu saturace a odstínu specifických barev bez ovlivnění ostatních barev v obrazu. Tyto křivky poskytují možnost zvýraznit nebo potlačit určité barvy.
LUTs (Look-Up Tables) jsou v digitálním zpracování obrazu a video postprodukci používány jako multidimenzionální databázové struktury, které poskytují mechanizmus pro předem definované přiřazení vstupních barevných hodnot k novým výstupním hodnotám. Tyto tabulky umožňují efektivní a rychlou transformaci barvy.
Technicky LUTy mohou být klasifikovány jako 1D nebo 3D:
- 1D LUTy se soustředí na transformace intenzity barv v jednotlivých kanálech (červená, zelená, modrá) nezávisle na sobě. Tyto transformace zahrnují úpravy jako změnu kontrastu, nastavení bílého bodu a korekci gama. Vstupní signál je mapován lineárně, což znamená, že 1D LUT provádí barvové úpravy v jednorozměrném prostoru.

- 3D LUTy umožňují komplexnější úpravy, kde dochází k vzájemným barevným transformacím mezi kanály. Tyto LUTy fungují v trojrozměrném prostoru, kde každá osa odpovídá jednomu z RGB kanálů, což umožňuje sofistikované změny v odstínech, saturaci a jasu. Efektivně proměňují celkový barevný vzhled obrazu přesným mapováním vstupních barev na nově definované výstupní hodnoty v rámci trojrozměrného modelu. [7]

## Programy pro Color grading
Proces color gradingu, tedy úpravy barev a tónů ve filmové a video produkci, vyžaduje specifický Software (SW) a v některých případech i Hardware (HW). Toto vybavení umožňuje profesionálům dosáhnout požadovaného vizuálního vzhledu jejich děl.

### Software (SW)
- DaVinci Resolve
- Adobe Premiere Pro
- Kdenlive
- Final Cut Pro X
- Avid Media Composer

### Hardware (HW)
- Blackmagic Design DaVinci Resolve Panels
- EIZO ColorEdge Monitors
- Loupedeck+